# Adjoa Bayor
Adjoa Bayor (* 17. Mai 1979 in Accra, Ghana) ist eine ehemalige ghanaische Fußballspielerin.

## Karriere

### Verein
Bevor sie in Jena unterschrieb, hatte sie für Ghatel Ladies in Accra, Ghana und in der Saison 2006/07 in den USA für FC Indiana gespielt und stand im Soccer Team des Robert Morris College. Am 21. Januar 2009 unterschrieb sie einen Halbjahresvertrag beim FF USV Jena, also bis zum 30. Juni 2009. Am 11. Juni 2009 verlängerte sie ihren Vertrag bis zum 30. Juni 2011.  Im Oktober 2010 wurde sie suspendiert und gehörte nur noch dem Kader des Frauenregionalligateams an, für das sie zwei Spiele absolvierte. Nach zwei Jahren in Deutschland beim FF USV Jena unterschrieb sie im Februar 2011 einen Vertrag bei FC Indiana, wechselte aber erst mit Ablauf ihres Vertrags am 30. Juni in die USA. Sie kehrte damit nach drei Jahren zu ihrem ehemaligen Verein zurück. Im November 2011 beendete sie ihre aktive Karriere und kehrte zurück nach Accra.

### Nationalmannschaft
Bajor war langjährige Kapitänin der ghanaischen Fußballnationalmannschaft der Frauen und stand zuletzt im All-Star-Team der Afrika-Meisterschaft 2008. Sie war eine der Spielerin aus dem Weltauswahl-Starteam, das gegen die Chinesische Fußballnationalmannschaft der Frauen spielte. Im September 2007 war sie als Mannschaftskapitän der Black Queens bei der Fußball-Weltmeisterschaft der Frauen in China. Ghana kam über die Vorrunde nicht hinaus, scheiterte klar, sie schoss ein Freistoßtor gegen Norwegen, knapp vor der 16-Meter-Linie. 2010 stand sie neben der Deutschland-Legionärin Florence Okoe von Tennis Borussia Berlin im Kader für den African Confederations Cup in Südafrika, mit der sie in der Vorrunde bereits ausschied.

## Ehrungen
Im April 2007 wurde sie für das Spiel der „FIFA Women’s World Stars“ gegen die Chinesische Fußballnationalmannschaft der Frauen aus Anlass der Gruppen-Auslosung für die WM 2007 nominiert und in der ersten Halbzeit eingesetzt.
Zu ihren bisher größten Erfolgen zählt die Nominierung zur Wahl der FIFA-Weltfußballerin des Jahres 2007. Sie wurde 2003 von der CAF als Afrikanische Fußballspielerin des Jahres gewählt, 2004 und 2006 wurde sie knapp Zweite in der Wahl. Seit dem 3. Januar 2012 ist sie vorsitzende des Organisations Committee des CAF Verbandes für die U-17-Fußball-Weltmeisterschaft der Frauen.

## Auszeichnungen
- 2003: Afrikas Fußballerin des Jahres.[14][15]